# Beit Midrash Hagadol Synagoge Jonava

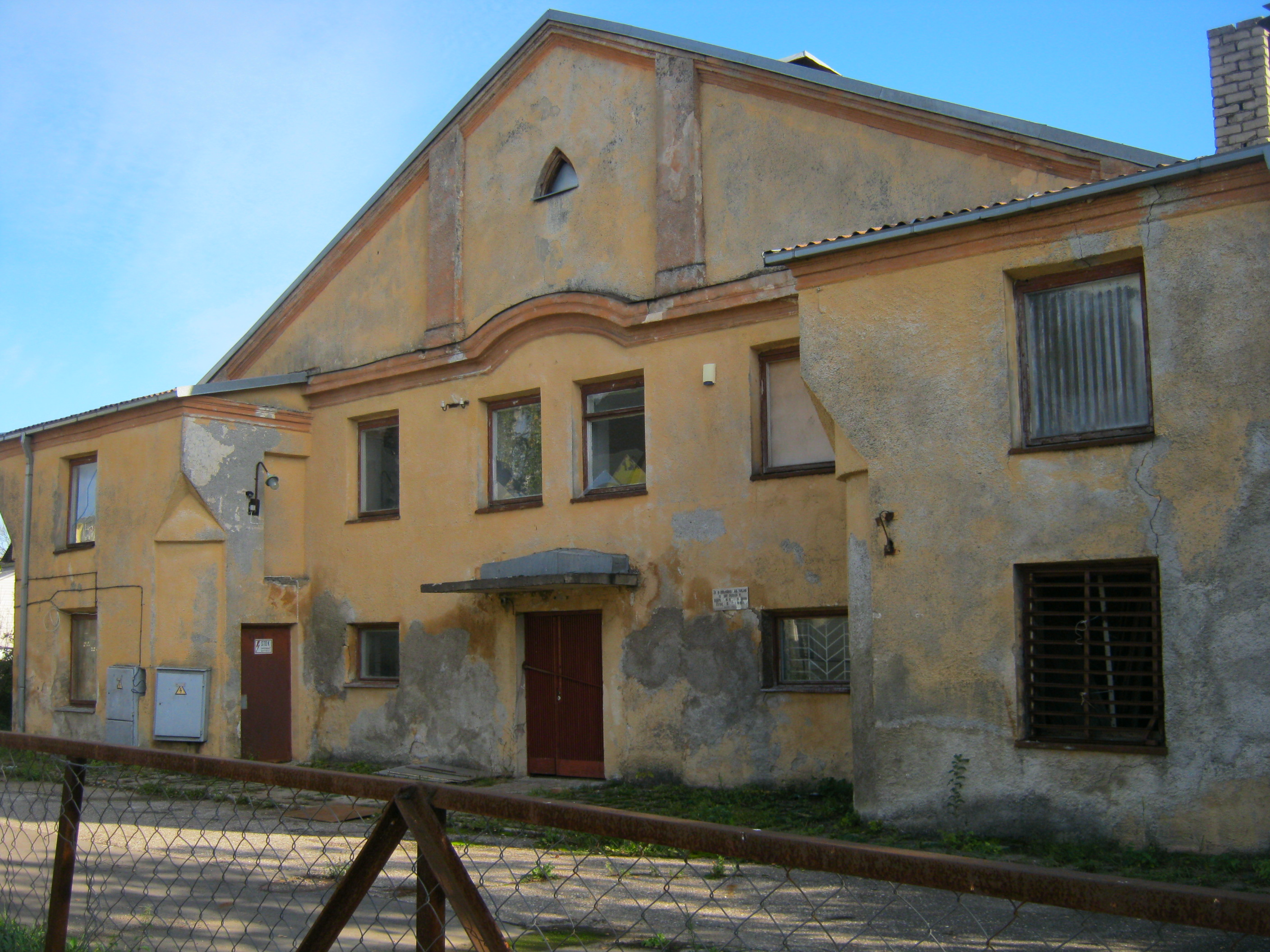
Synagoge Jonava

Die Beit Midrash Hagadol Synagoge Jonava (lit. Jonavos sinagoga) war eine Synagoge in der Altstadt von Jonava (an der Kreuzung der Vilniaus- und Sodų-Straße). Jonava ist eine litauische Stadt in der Rajongemeinde Jonava, 35 km entfernt von Kaunas.
Das gegen Ende des 19. bzw. Anfang des 20. Jahrhunderts errichtete historistische Gebäude erfuhr vielfach bauliche Veränderungen. Es wurden neue, dem architektonischen Stil nicht entsprechende Fenster eingebaut. Von den ursprünglich dekorativen Details der Synagoge haben sich kaum Überreste erhalten. Die Innenausstattung der Synagoge ging vollständig verloren. In der sowjetischen Zeit war im Gebäude eine Bäckerei untergebracht.
Das Gebäude befindet sich gegenwärtig in Privatbesitz, seine Zukunft ist ungewiss.